# 7122 Івасакі
7122 Івасакі (7122 Iwasaki) — астероїд головного поясу, відкритий 12 березня 1989 року.
Тіссеранів параметр щодо Юпітера — 3,655.